# RFTL253
Должность: глава института РФТЛ

## Биография
(нужно дополнить: дата рождения, образование, основные этапы профессионального пути — если появится информация)

## Научная и управленческая деятельность
- Руководит институтом РФТЛ (подробности: год назначения, область деятельности института).
- (Добавить достижения, публикации, награды и регалии, если доступно.)

## Вклад в развитие РФТЛ
- (Указать проекты, реформы, инициативы, реализованные под его руководством.)

## Дополнительные сведения
- (Указать общественную деятельность, членство в профессиональных сообществах и пр.)